# Nashorn (moteur JavaScript)
Pour le véhicule blindé, voir Nashorn.
Nashorn est un moteur JavaScript développé dans le langage de programmation Java par Oracle. Il est basé sur la Da Vinci machine (JSR 292) et a été livré avec Java 8,,.
Le projet a tout d'abord été annoncé au sommet JVM en Juillet 2011,,  puis confirmé à JavaOne en Octobre 2011.
Le 21 novembre 2012, Oracle a annoncé officiellement l'ouverture des sources de Nashorn de l'OpenJDK. L'objectif du projet est de permettre de l'intégration de composants de code JavaScript dans des applications Java via JSR-223 et de développer des applications autonomes JavaScript.

## Nom
Nashorn est la traduction allemande de rhinocéros, un jeu de mots avec Rhino, nom du moteur JavaScript implémenté en Java et fourni par la Mozilla Foundation.

## Dépréciation
Avec la sortie de Java 11, Nashorn est déclaré déprécié. Il est supprimé du JDK avec sa version 15.